# Державна Вища Професійна Школа у Тарнові
Державна Вища Професійна Школа у Тарнові (пол. Państwowa Wyższa Szkoła Zawodowa w Tarnowie) — державний вищий навчальний заклад у місті Тарнів, Польща. Заснований у 1998 році, він є першим державним вищим професійним навчальним закладом у Польщі.  

## Історія
Заклад був створений у 1998 році як частина реформи вищої освіти в Польщі, що мала на меті розширення доступу до професійної освіти та підготовку спеціалістів для регіонального ринку праці.  
За понад 20 років існування університет значно розширив свою інфраструктуру, відкрив нові напрямки підготовки та налагодив співпрацю з міжнародними освітніми установами.  

## Факультети та напрями підготовки
Навчальний заклад пропонує програми у таких сферах:  
- **Гуманітарні науки** – філологія, історія
- **Технічні науки** – інженерія, інформатика
- **Природничі науки** – біотехнологія, екологія
- **Економіка та управління** – менеджмент, фінанси
- **Охорона здоров’я** – фізіотерапія, медсестринство

## Співпраця та міжнародні програми
Університет активно співпрацює з європейськими закладами освіти та бере участь у програмі Erasmus+, що дозволяє студентам проходити навчання та стажування за кордоном.  